# Grand prix du roman de l'Académie française
Le grand prix du roman est un prix littéraire français, créé en 1914 et décerné chaque année par l'Académie française au mois d'octobre afin de récompenser « l’auteur du roman que l’Académie a jugé le meilleur de l’année ». Il ouvre traditionnellement la saison des prix littéraires français.

## Histoire

### Origines et fondation
Le prix du roman est créé en 1914, après avoir négligé le genre romanesque, et surtout à la suite de la fondation de l'Académie Goncourt en 1903 et de son prix. Trois séances successives de l'Académie française vont débattre de la nécessité d'instaurer un prix récompensant le roman, les 5, 12 et 19 mars 1914, à l'issue desquelles le prix est instauré. Lors de la réunion du 5 mars 1914, « l'on se demande ce qu'il faut entendre par ouvrage d'imagination. » La dotation est de 5 000 France fournis par la récent fondation Broquette-Gonin débattue et instituée lors des séances des 9 septembre 1909, 14 octobre 1909 et 27 janvier 1910. Le prix du roman ainsi créé est « un prix annuel de 5 000 francs, destiné à récompenser un jeune prosateur pour une oeuvre d'imagination d'une inspiration élevée. » Le prix du roman de l'Académie française est décerné par un jury composé de douze membres de l'Académie. 
Durant les trois premières années, ce prix récompense à deux reprises l'ensemble d'une œuvre littéraire avant d'être attribué par la suite à une œuvre originale publiée dans l'année en cours.
Ce prix est considéré, avec le grand prix de littérature, comme l'un des plus prestigieux décernés par l'institution. Par ailleurs, son montant actuel est de 10 000 euros.

## Fonctionnement
Daniel Garcia explique le fonctionnement du grand prix du roman dont le calendrier et le mode de désignation diffère de tous les autres prix de l'Académie française : « D'abord, le Grand Prix du roman dépend de la commission du même nom [parmi les commissions des prix littéraires], la seule à ne décerner qu'un seul prix. Sa première réunion se tient le dernier jeudi de septembre. Quelques jours avant, la douzaine d'académiciens qui siègent à la commission ont transmis au secrétariat les noms des candidats qu'ils souhaitent voir couronnés. La réunion se charge de faire le tri et, à son issue, une première liste est rendue publique, qui ne compte que dix titres. Deux semaines plus tard, une seconde réunion restreint la liste à trois titres. Enfin, le dernier jeudi d'octobre, c'est toute la Compagnie qui vote, à bulletins secrets, comme pour un fauteuil, afin de choisir le finaliste. « En théorie, explique Amin Maalouf, tous les académiciens sont censés lire au moins les trois titres de la dernière sélection. » En théorie, seulement : nombre d'académiciens ne prennent pas cette peine et s'en remettent au choix de la commission : les trois titres ne sont d'ailleurs présentés ni par ordre alphabétique d'auteur, ni au hasard m, mais dans l'ordre de préférence dans lequel a voté la commission. Bref, c'est bel et bien cette dernière qui décide du prix, la Compagnie ne servant, en l'occurrence, que de chambre d'enregistrement. »

## Liste des lauréats
(Marqué d'un ∞ : futur membre de l'Académie)
| Année |         | Auteur                         | Ouvrage                                     | Éditeur (xe fois)        | Notes                                                                                    |
| ----- | ------- | ------------------------------ | ------------------------------------------- | ------------------------ | ---------------------------------------------------------------------------------------- |
| 1915  |         | Paul Acker                     | pour l'ensemble de son œuvre                |                          | Alsacien né sous l'occupation prussienne récompensé pendant la Première Guerre mondiale. |
| 1916  |         | Louis de Blois, dit Avesnes    | La Vocation                                 | Plon                     |                                                                                          |
| 1917  |         | Charles Géniaux                | pour l'ensemble de son œuvre                |                          |                                                                                          |
| 1918  |         | Camille Mayran                 | Histoire de Gotton Connixloo                | Plon (2)                 | Première lauréate féminine                                                               |
| 1919  |         | Pierre Benoit ∞                | L'Atlantide                                 | Albin Michel             |                                                                                          |
| 1920  |         | André Corthis                  | Pour moi seule                              | Albin Michel (2)         |                                                                                          |
| 1921  |         | Pierre Villetard               | Monsieur Bille dans la tourmente            | Fasquelle                |                                                                                          |
| 1922  |         | Francis Carco                  | L'Homme traqué                              | Albin Michel (3)         |                                                                                          |
| 1923  |         | Alphonse de Châteaubriant      | La Brière                                   | Grasset                  |                                                                                          |
| 1924  |         | Émile Henriot ∞                | Aricie Brun ou les Vertus bourgeoises       | Plon (3)                 |                                                                                          |
| 1925  |         | François Duhourcau             | L'Enfant de la victoire                     | La Vraie France          |                                                                                          |
| 1926  |         | François Mauriac ∞             | Le Désert de l'amour                        | Grasset (2)              |                                                                                          |
| 1927  |         | Joseph Kessel ∞                | Les Captifs                                 | Gallimard                |                                                                                          |
| 1928  |         | Jean Balde                     | Reine d'Arbieux                             | Plon (4)                 |                                                                                          |
| 1929  |         | André Demaison                 | Le Livre des bêtes qu'on appelle sauvages   | Grasset (3)              |                                                                                          |
| 1930  |         | Jacques de Lacretelle ∞        | Amour nuptial                               | Gallimard (2)            |                                                                                          |
| 1931  |         | Henri Pourrat                  | Gaspard des montagnes                       | Albin Michel (4)         |                                                                                          |
| 1932  |         | Jacques Chardonne              | Claire                                      | Grasset (4)              |                                                                                          |
| 1933  |         | Roger Chauviré                 | Mademoiselle de Bois-Dauphin                | Flammarion               |                                                                                          |
| 1934  |         | Paule Régnier                  | L'Abbaye d'Évolayne                         | Plon (5)                 |                                                                                          |
| 1935  |         | Albert Touchard                | La Guêpe                                    | Éditions de France       |                                                                                          |
| 1936  |         | Georges Bernanos               | Journal d'un curé de campagne               | Plon (6)                 |                                                                                          |
| 1937  |         | Guy de Pourtalès               | La Pêche miraculeuse                        | Gallimard (3)            |                                                                                          |
| 1938  |         | Jean de La Varende             | Le Centaure de Dieu                         | Grasset (5)              |                                                                                          |
| 1939  |         | Antoine de Saint-Exupéry       | Terre des hommes                            | Gallimard (4)            |                                                                                          |
| 1940  |         | Édouard Peisson                | Le Voyage d'Edgar                           | Grasset (6)              |                                                                                          |
| 1941  |         | Robert Bourget-Pailleron       | La Folie Hubert                             | Gallimard (5)            |                                                                                          |
| 1942  |         | Jean Blanzat                   | L'Orage du matin                            | Grasset (7)              |                                                                                          |
| 1943  |         | Joseph-Henri Louwyck           | Danse pour ton ombre !                      | Plon (7)                 |                                                                                          |
| 1944  |         | Pierre Lagarde                 | Valmaurie                                   | Baudinière               |                                                                                          |
| 1945  |         | Marc Blancpain                 | Le Solitaire                                | Flammarion (2)           |                                                                                          |
| 1946  |         | Jean Orieux                    | Fontagre                                    | Éd. de la Revue Fontaine |                                                                                          |
| 1947  |         | Philippe Hériat                | Famille Boussardel                          | Gallimard (6)            |                                                                                          |
| 1948  |         | Yves Gandon                    | Ginèvre                                     | Henri Lefebvre           |                                                                                          |
| 1949  |         | Yvonne Pagniez                 | Évasion 44                                  | Flammarion (3)           |                                                                                          |
| 1950  |         | Joseph Jolinon                 | Les Provinciaux                             | Milieu du Monde          |                                                                                          |
| 1951  |         | Bernard Barbey                 | Chevaux abandonnés sur le champ de bataille | Julliard                 |                                                                                          |
| 1952  |         | Henry Castillou                | Le Feu de l'Etna                            | Albin Michel (5)         |                                                                                          |
| 1953  |         | Jean Hougron                   | Mort en fraude                              | Donnat                   |                                                                                          |
| 1954  |         | (ex æquo) Pierre Moinot ∞      | La Chasse royale                            | Gallimard (7)            |                                                                                          |
| 1954  |         | (ex æquo) Paul Mousset         | Neige sur un amour nippon                   | Grasset (8)              |                                                                                          |
| 1955  |         | Michel de Saint Pierre         | Les Aristocrates                            | La Table ronde           |                                                                                          |
| 1956  |         | Paul Guth                      | Le Naïf Locataire                           | Albin Michel (6)         |                                                                                          |
| 1957  |         | Jacques de Bourbon Busset ∞    | Le Silence et la Joie                       | Gallimard (8)            |                                                                                          |
| 1958  |         | Henri Queffélec                | Un royaume sous la mer                      | Presses de la Cité       |                                                                                          |
| 1959  |         | Gabriel d'Aubarède             | La Foi de notre enfance                     | Flammarion (4)           |                                                                                          |
| 1960  |         | Christian Murciaux             | Notre-Dame des désemparés                   | Plon (8)                 |                                                                                          |
| 1961  |         | Pham Van Ky                    | Perdre la demeure                           | Gallimard (9)            | Premier lauréat vietnamien                                                               |
| 1962  |         | Michel Mohrt ∞                 | La Prison maritime                          | Gallimard (10)           |                                                                                          |
| 1963  |         | Robert Margerit                | La Révolution                               | Gallimard (11)           |                                                                                          |
| 1964  |         | Michel Droit ∞                 | Le Retour                                   | Julliard (2)             |                                                                                          |
| 1965  |         | Jean Husson                    | Le Cheval d'Herbeleau                       | Seuil                    |                                                                                          |
| 1966  |         | François Nourissier            | Une histoire française                      | Grasset (9)              |                                                                                          |
| 1967  |         | Michel Tournier                | Vendredi ou les Limbes du Pacifique         | Gallimard (12)           |                                                                                          |
| 1968  |         | Albert Cohen                   | Belle du Seigneur                           | Gallimard (13)           | Premier lauréat suisse                                                                   |
| 1969  |         | Pierre Moustiers               | La Paroi                                    | Gallimard (14)           |                                                                                          |
| 1970  |         | Bertrand Poirot-Delpech ∞      | La Folle de Lituanie                        | Gallimard (15)           |                                                                                          |
| 1971  |         | Jean d'Ormesson ∞              | La Gloire de l'Empire                       | Gallimard (16)           |                                                                                          |
| 1972  |         | Patrick Modiano                | Les Boulevards de ceinture                  | Gallimard (17)           |                                                                                          |
| 1973  |         | Michel Déon ∞                  | Un taxi mauve                               | Gallimard (18)           |                                                                                          |
| 1974  |         | Kléber Haedens                 | Adios                                       | Grasset (10)             |                                                                                          |
| 1975  |         | Prix non décerné               |                                             |                          |                                                                                          |
| 1976  |         | Pierre Schoendoerffer          | Le Crabe-tambour                            | Grasset (11)             |                                                                                          |
| 1977  |         | Camille Bourniquel             | Tempo                                       | Julliard (3)             |                                                                                          |
| 1978  |         | Alain Bosquet                  | Une mère russe                              | Grasset                  |                                                                                          |
| 1978  |         | Pascal Jardin                  | Le Nain jaune                               | Julliard (4)             |                                                                                          |
| 1979  |         | Henri Coulonges                | L'Adieu à la femme sauvage                  | Stock                    |                                                                                          |
| 1980  |         | Louis Gardel                   | Fort Saganne                                | Seuil (2)                |                                                                                          |
| 1981  |         | Jean Raspail                   | Moi, Antoine de Tounens, roi de Patagonie   | Albin Michel (7)         |                                                                                          |
| 1982  |         | Vladimir Volkoff               | Le Montage                                  | Julliard (5)             |                                                                                          |
| 1983  |         | Liliane Guignabodet            | Natalia                                     | Albin Michel (8)         |                                                                                          |
| 1984  |         | Jacques-Francis Rolland        | Un dimanche inoubliable près des casernes   | Grasset (12)             |                                                                                          |
| 1985  |         | Patrick Besson                 | Dara                                        | Seuil (3)                |                                                                                          |
| 1986  |         | Pierre-Jean Rémy ∞             | Une ville immortelle                        | Albin Michel (9)         |                                                                                          |
| 1987  |         | Frédérique Hébrard             | Le Harem                                    | Flammarion (5)           |                                                                                          |
| 1988  |         | François-Olivier Rousseau      | La Gare de Wannsee                          | Grasset (13)             |                                                                                          |
| 1989  |         | Geneviève Dormann              | Le Bal du dodo                              | Albin Michel (10)        |                                                                                          |
| 1990  |         | Paule Constant                 | White Spirit                                | Gallimard (19)           |                                                                                          |
| 1991  |         | François Sureau ∞              | L'Infortune                                 | Gallimard (20)           |                                                                                          |
| 1992  |         | Franz-Olivier Giesbert         | L'Affreux                                   | Grasset (14)             |                                                                                          |
| 1993  |         | Philippe Beaussant ∞           | Héloïse                                     | Gallimard (21)           |                                                                                          |
| 1994  |         | Frédéric Vitoux ∞              | La Comédie de Terracina                     | Seuil (4)                |                                                                                          |
| 1995  |         | Alphonse Boudard               | Mourir d'enfance                            | Robert Laffont           |                                                                                          |
| 1996  |         | Calixthe Beyala                | Les Honneurs perdus                         | Albin Michel (11)        | Premier lauréat camerounais                                                              |
| 1997  |         | Patrick Rambaud                | La Bataille                                 | Grasset (15)             | Également prix Goncourt                                                                  |
| 1998  |         | Anne Wiazemsky                 | Une poignée de gens                         | Gallimard (22)           |                                                                                          |
| 1999  |         | (ex æquo) François Taillandier | Anielka                                     | Stock (2)                |                                                                                          |
| 1999  |         | (ex æquo) Amélie Nothomb       | Stupeur et Tremblements                     | Albin Michel (12)        | Auteure belge                                                                            |
| 2000  |         | Pascal Quignard                | Terrasse à Rome                             | Gallimard (23)           |                                                                                          |
| 2001  |         | Éric Neuhoff                   | Un bien fou                                 | Albin Michel (13)        |                                                                                          |
| 2002  |         | Marie Ferranti                 | La Princesse de Mantoue                     | Gallimard (24)           |                                                                                          |
| 2003  |         | Jean-Noël Pancrazi             | Tout est passé si vite                      | Gallimard (25)           |                                                                                          |
| 2004  |         | Bernard du Boucheron           | Court Serpent                               | Gallimard (26)           |                                                                                          |
| 2005  |         | Henriette Jelinek              | Le Destin de Iouri Voronine                 | Fallois                  |                                                                                          |
| 2006  |         | Jonathan Littell               | Les Bienveillantes                          | Gallimard (27)           | Également prix Goncourt, premier lauréat américain                                       |
| 2007  |         | Vassilis Alexakis              | Ap. J.-C.                                   | Stock (3)                | Premier lauréat grec                                                                     |
| 2008  |         | Marc Bressant                  | La Dernière Conférence                      | Fallois (2)              |                                                                                          |
| 2009  |         | Pierre Michon                  | Les Onze                                    | Verdier                  |                                                                                          |
| 2010  |         | Éric Faye                      | Nagasaki                                    | Stock (4)                |                                                                                          |
| 2011  |         | Sorj Chalandon                 | Retour à Killybegs                          | Grasset (16)             |                                                                                          |
| 2012  |         | Joël Dicker                    | La Vérité sur l'affaire Harry Quebert       | Fallois (3)              | Auteur suisse, également Goncourt des lycéens                                            |
| 2013  |         | Christophe Ono-dit-Biot        | Plonger                                     | Gallimard (28)           | Également Renaudot des lycéens                                                           |
| 2014  |         | Adrien Bosc                    | Constellation                               | Stock (5)                |                                                                                          |
| 2015  |         | (ex æquo) Hédi Kaddour         | Les Prépondérants                           | Gallimard (29)           |                                                                                          |
| 2015  |         | (ex æquo) Boualem Sansal       | 2084 : la fin du monde                      | Gallimard (30)           | Auteur algérien                                                                          |
| 2016  |         | Adélaïde de Clermont-Tonnerre  | Le Dernier des nôtres                       | Grasset (17)             |                                                                                          |
| 2017  |         | Daniel Rondeau ∞               | Mécaniques du chaos                         | Grasset (18)             |                                                                                          |
| 2018  |         | Camille Pascal                 | L'Été des quatre rois                       | Plon (9)                 |                                                                                          |
| 2019  |         | Laurent Binet                  | Civilizations                               | Grasset (19)             |                                                                                          |
| 2020  | nothumb | Étienne de Montety             | La Grande Épreuve                           | Stock (6)                |                                                                                          |
| 2021  | nothumb | François-Henri Désérable       | Mon maître et mon vainqueur                 | Gallimard (31)           |                                                                                          |
| 2022  | nothumb | Giuliano da Empoli             | Le Mage du Kremlin                          | Gallimard (32)           | Premier lauréat italien, également de nationalité suisse                                 |
| 2023  | nothumb | Dominique Barbéris             | Une façon d'aimer                           | Gallimard (33)           |                                                                                          |
| 2024  |         | Miguel Bonnefoy                | Le Rêve du jaguar                           | Rivages                  |                                                                                          |